# Guido de Lavezaris
Guido de Lavezaris (1512-1582) est le second gouverneur général espagnol des Philippines. Il succède, le 20 août 1572, à Miguel López de Legazpi, et est suivi, le 25 août 1575, par Francisco de Sande. 

## Jeunesse
Fils de Sebastián de Lavezaris, libraire, et de Catalina de Chávez, Guido de Lavezaris, ou de Lavezares, est né à Séville en 1512. Il est issu d'une famille de libraires et éditeurs, originaires de Gênes, et installés à Séville. Son père est un important libraire de son milieu professionnel, et son grand-père, Guido El Viejo, édite une série de livres entre 1491 et 1508, année où il mourut. À la mort de son père, survenue en 1532, Guido suit la tradition familiale et devient libraire à son tour. Le 4 juin 1536, il embarque avec sa sœur Magdalena pour la Nouvelle-Espagne, après avoir conclu un accord avec Juan Cromberger, imprimeur installé à Séville, où il s'engage à vendre une marchandise d'une valeur de 1.233.909 maravédis, au meilleur prix possible, ce qui l'oblige à résider durant 4 ans à Mexico, Veracruz, ou encore en un quelque autre lieu où il pourrait être envoyé.

## Ascension
En 1543, il devient membre de l'expédition Villalobos qui a voyagé aux Philippines. Il devient le trésorier royal de l'expédition au cours de la navigation. L'équipage de Villalobos et ses navires sont capturés par les patrouilles portugaises. Les membres d'équipage sont emprisonnés sur l'île d’Ambon, en Indonésie, et Lavezaris fait partie de ceux qui parviennent à s'évader. Il conserve le titre de trésorier royal jusqu'en 1572. Le 5 juin 1569, il écrit à Philippe II d'Espagne, pour décrire l'attaque des Portugais à Cebu.

## Gouverneur et fin de vie
Lors de son gouvernement, il dirige Juan de Salcedo, le petit-fils de Miguel López de Legazpi, pour une expédition dans la partie nord de Luçon, avec quelque 100 soldats espagnols, afin de conquérir les Ilocos actuels et établir Villa Fernandina. Lavezares conquiert également la péninsule de Camarines et accorde de vastes encomiendas à ses fidèles généraux. En 1574, il vainc le fameux pirate chinois Limahong lorsque ce dernier tente de coloniser les Philippines. En 1575, l'espagnol Martin de Rada dépose une plainte au roi Philippe II d'Espagne contre Lavezares, qui mène à sa destitution. Y sont dénoncés ses abus de pouvoir qui imposent des tributs aux indigènes. Lavazares n'est jamais retourné en Espagne et prend sa retraite en tant que riche encomendero. Son successeur, Francisco de Sande, publie un décret en 1576, stipulant la division de l'encomienda de Lavazares en petites terres qui devaient être distribuées aux indigènes. Sande dépose également des litiges juridiques pour usurpation contre lui, mais en est plus tard réprimandé par Philippe II. 
Guido de Lavezaris a été marié à Ines Alvarez de Gibraleón, mais meurt en 1582 sans descendance. La municipalité de Lavezares, en Samar du Nord, a été nommée en son honneur.

## Sources
1. “La Relación del suceso de la venida del tirano chino del gobernador Guido de Lavezares (1575): Épica española en Asia en el siglo XVI.” Edición, transcripción y notas (incluye facsimil del manuscrito original), Juan Francisco Maura. Lemir  (Departamento de Filología Hispánica de la Universidad de Valencia), <http://parnaseo.uv.es/Lemir/Textos/Maura/Index.htm> 2004.
2. La impresión y el comercio de libros en la Sevilla del quinientos.
3. Letter from Guido de Lavezaris to Felipe II.
4. History of the Philippine Islands Vols 1 and 2.